# Liste des épisodes de Shadowhunters
Cet article présente la liste des épisodes de la série télévisée américaine Shadowhunters.

## Généralités
| Saisons | Saisons | Épisodes | Diffusion originale | Diffusion originale | Diffusion originale | Diffusion mondiale | Diffusion mondiale | Diffusion mondiale |
| Saisons | Saisons | Épisodes | Début de saison     | Fin de saison       | Chaîne d'origine    | Début de saison    | Fin de saison      | Chaîne d'origine   |
| ------- | ------- | -------- | ------------------- | ------------------- | ------------------- | ------------------ | ------------------ | ------------------ |
|         | 1       | 13       | 12 janvier 2016     | 5 avril 2016        | Freeform            | 13 janvier 2016    | 6 avril 2016       | Netflix            |
|         | 2       | 20       | 2 janvier 2017      | 14 août 2017        | Freeform            | 3 janvier 2017     | 15 août 2017       | Netflix            |
|         | 3a      | 10       | 20 mars 2018        | 15 mai 2018         | Freeform            | 21 mars 2018       | 16 mai 2018        | Netflix            |
|         | 3b      | 12       | 25 février 2019     |                     |                     |                    |                    |                    |

## Épisodes

### Première saison (2016)
1. La Coupe Mortelle (The Mortal Cup)
2. La descente aux enfers n'est pas facile (The Descent Into Hell Isn't Easy)
3. La fête du mort (Dead Man's Party)
4. Une fête d'enfer (Raising Hell)
5. La traque (Moo Shu to Go)
6. Des anges et des hommes (Of Men and Angels)
7. Arcanes majeurs (Major Arcana)
8. Contamination (Bad Blood)
9. Insurrection (Rise Up)
10. L'autre dimension (This World Inverted)
11. L'appel du sang (Blood Calls to Blood)
12. Malec (Malec)
13. L'étoile du matin (Morningstar)

### Deuxième saison (2017)
1. Sang maléfique (The Guilty Blood)
2. Une porte vers les ténèbres (A Door Into the Dark)
3. Parabatai (Parabatai Lost)
4. Jour de colère (Day of Wrath)
5. Ombres et poussière (Dust and Shadows)
6. Les Sœurs de Fer (Iron Sisters)
7. Comment es-tu tombé ? (How Are Thous Fallen)
8. L'amour est un démon (Love is the Devil)
9. Liens de sang (Bound by Blood)
10. À la lumière de l'aube (By the Light of Dawn)
11. Mea maxima culpa (Mea Maxima Culpa)
12. Ceci n'est pas mon corps (You Are Not Your Own)
13. Le sang de démon (Those of Demon Blood)
14. Les fées (The Fair Folk)
15. Un problème de mémoire (A Problem of Memory)
16. Le jour du grand pardon (Day of Atonement)
17. Un sombre reflet (A Dark Reflection)
18. Éveillez-vous, levez-vous ou soyez à jamais tombés ! (Awake, Arise, or be Forever Fallen)
19. Honneur et adieu (Hail and Farewell)
20. Près des eaux paisibles (Beside Still Water)

### Troisième saison (2018)
1. En terre infernale (On Infernal Ground)
2. Les autorités suprêmes (The Powers That Be)
3. Apparences (What Lies Beneath)
4. Ton âme éclairée (Thy Soul Instructed)
5. Plus fort que le paradis (Stronger Than Heaven)
6. Fenêtre sur une pièce vide (A Window Into An Empty Room)
7. Remuer le couteau dans la plaie (Salt In The Wound)
8. Marcher dans les ténébres (A Walk Into Darkness)
9. Familia Ante Omnia (Familia Ante Omnia)
10. Erchomai (Erchomai)
11. Les âmes perdus (Lost souls)
12. Péché originel (Original Sin)
13. Beati Bellicosi (Beati Bellicosi)
14. Le Baiser de la rose (A Kiss from a Rose)
15. Aux enfants de la nuit (To the Night Children)
16. Reste avec moi (Stay With Me)
17. Feu divin (Heavenly Fire)
18. Le monstre intérieur (The Beast Within)
19. Aku Cinta Kamu (Aku Cinta Kamu)
20. La cité de verre (City of Glass)
21. L'alliance (Alliance)
22. Les meilleurs choses... (All Good Things...)